# Andamanerna och Nikobarerna
Andamanerna och Nikobarerna (engelska: Andaman and Nicobar Islands) är ett av sju unionsterritorier i Indien och består av två ögrupper i Bengaliska viken som ligger i Indiska oceanen. Andamanerna ligger norr om den tionde breddgraden, medan Nikobarerna ligger söder om den. Befolkningen uppgår till cirka 380 000 invånare (2011) och huvudorten heter Port Blair.
Öarna intogs av Marathadynastin under 1600-talet. Sedan ingick öarna i Brittiska Indien, och användes då som landsförvisningsort för upproriska indier. Japan ockuperade öarna under andra världskriget. Jordbävningen i Indiska oceanen 2004 drabbade territoriet svårt, med uppskattningsvis 6 000 döda eller saknade. Värst drabbat blev Nikobarerna, eftersom dessa inte är så kuperade.

## Administrativ indelning
Andamanerna och Nikobarerna är indelat i tre distrikt:
- Nicobars
- North and Middle Andaman
- South Andaman

Distrikten North and Middle Andaman och South Andaman bildades 2006, från att tidigare varit ett distrikt med namnet Andamans.

## Andamanerna
Andamanerna (Andamanöarna) är en ögrupp söder om Kap Negrais. Arealen är 6 408 km², ungefär dubbelt så stort som Gotland. De största öarna i denna grupp är North Andaman (1 376 km²), Middle Andaman (1 536 km²), och South Andaman (1 348 km²), som är skilda från varandra endast genom smala sund, och Little Andaman (734  km²) som ligger längst i söder. De är alla bergiga (högsta toppen är 960 meter över havet). Bergen består av kvadersten och skiffer, utom på den lilla ön Barren Island som är vulkanisk. Öarna har en rik och yppig växtlighet. 

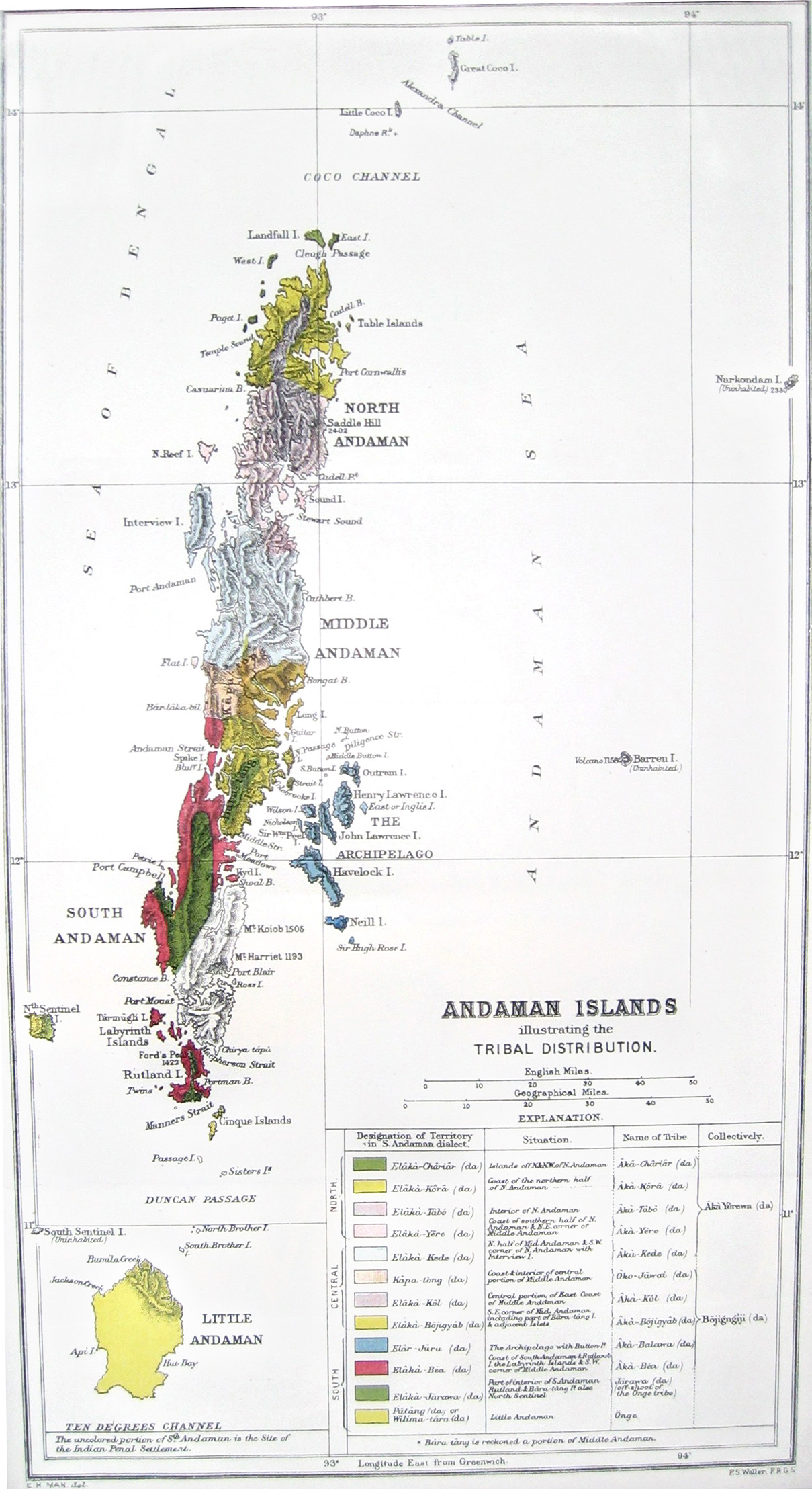
Etnografisk karta över Andamanerna (1923)

 Klimatet är mycket fuktigt (ungefär 3 800 mm nederbörd per år). Öarnas infödda befolkning kallas minkopier. De är delade i minst 9 stammar som talar olika andamanesiska språk. År 1789 anlade engelsmännen en koloni vid Cornwallis på North Andaman, men redan tre år därefter övergavs orten på grund av sitt osunda klimat. År 1857 uppstod en ny koloni vid hamnen Blair på South Andaman, vilken blev förvisningsort för under indiska upproret fångna sepoys och för brottslingar. Lord Mayo som var Indiens engelske generalguvernör, mördades på platsen 1872. Straffkolonin, som var tillhåll endast för livstidsfångar, hade omkring 15 000 intagna.
Väster om South Andaman ligger ön Norra Sentinel (omkring 60 km²), en av få platser på jorden som fortfarande är helt oberörd av någon form av civilisation och som inte heller indiska medborgare får besöka.

## Nikobarerna
Nikobarerna (sanskrit: Nakkavaram; malajiska: Pulo sembilam, "nya öarna") bebos huvudsakligen av olika malajiska folk, och ögruppen består av 10 större och 12 mindre öar varav 12 är bebodda. Öarna delas vanligen in i tre grupper:
Norra gruppen:
- Car Nicobar
- Batti Malv

Centrala gruppen:
- Chowra
- Teressa
- Bompoka
- Katchall
- Camorta
- Nancowry
- Trinkat
- Laouk
- Tillangchong

Södra gruppen:
- Great Nicobar
- Little Nicobar
- Kondul Island
- Pulo Milo
- Meroe
- Trak
- Treis
- Menchal
- Kabra
- Pigeon
- Megapod

Geologiskt är öarna en fortsättning av västra Myanmars och Andamanöarnas berg och består av sandsten och skiffer från den yngre triasperioden. Öarna har inga vulkaner som Andamanöarna, men jordskalv har förekommit 1847, 1881 och 1899. Klimatet är hett och nederbörden riklig. Häftiga stormar rasar under maj till juli. Öarnas viktigaste produkt är kokosnötter som har odlats på öarna i åtminstone 1 500 år. I övrigt exporterar öarna sköldpaddor, trepang och ätliga svalbon. Sundet emellan öarna Camorta och Nancowry bildar en hamn. Nikobarerna löd under kolonialtiden under samma guvernör (Chief commissioner) som Andamanerna, och denne bodde i Port Blair på South Andaman.
Från år 1756 tillhörde ögruppen Danmark-Norge, som kallade dem Frederiksøerne och på Car Nicobar hade Danska Ostindiska Kompaniet ett faktori som kallades Danska Indien. Klimatet tvingade dock danskarna att ge upp öarna. Detta gällde även för Österrike som 1778 besatte dem, och gav sig av från öarna av samma anledning. 1846 hissades åter danska flaggan på Camorta, men 1856 lämnades ögruppen åter. 1869 tog Storbritannien den i besittning och förlade dit en straffkoloni, som dock indrogs 1888.
Under det andra världskriget var Nikobarerna ockuperade av Japan från 1942 till 1945.